# Aaron Kitchell
Aaron Kitchell (10 de Julho de 1744, Hanover - 25 de Junho de 1820, Hanover) foi um ferreiro e político de Hanover, Nova Jérsei. Ele representou Nova Jérsei, em ambos Câmara de Representantes e Senado dos Estados Unidos
Nascido em Hanover, ele atendeu a escolas comuns e se tornou um ferreiro. Ele era um membro da Assembleia Geral de Nova Jérsei (1781-1782), (1784), (1786-1790), (1793-1794), (1797), (1801-1804), e (1809) e foi eleito para o Segundo Congresso (4 de março de 1791 a 3 de março de 1793). Ele foi eleito para o Terceiro Congresso para preencher a vaga causada pela morte de Abraham Clark e foi reeleito para o Quarto Congresso, servindo a partir de 29 de janeiro de 1795, a 3 de março de 1797. Ele retomou sua antiga actividade comercial, e foi eleito para o Sexto Congresso (4 de março de 1799 - 3 de Março de 1801). Ele foi então eleito como um Democrata Republicano para o Senado dos Estados Unidos e serviu de 4 de março de 1805 até 12 de março de 1809, quando se demitiu.
Kitchell morreu em Hanover em 25 de julho de 1820, e foi enterrado lá no adro da Igreja Presbiteriana.